# Практическая психология
Практическая психология (в XIX веке — опытная п.) — раздел психологии, занимающийся практическим применением её знаний.
Самостоятельными областями практической психологии являются: психологическое консультирование, психологическое тестирование, психологическая коррекция. Практическая психология передаёт свои знания в форме рекомендаций профессиональным психологам, которые относятся к влиянию на психику и деятельность людей. Методы могут быть индивидуальными и групповыми. Индивидуальные методы (психоанализ, аутотренинг, логотерапия) используются при работе наедине с клиентом. Групповые методы — с группой людей. К методам, позволяющим работать с группой, относятся: аутотренинг, гештальтгруппы, группы встреч, группы телесной терапии, группы терапии искусством, логотерапия, психоанализ, психодрама, психологическое консультирование, психологическая коррекция, психологическое тестирование, Т-группы.

## Описание
Практика психологии зачастую значительно опережает теорию. Различные препятствия, в частности, отсутствие методов, позволяющих экспериментально проверить необходимые в практике данные, значительно сдерживают развитие теории, которая порой с трудом обеспечивает постоянно растущие запросы практики. В первую очередь это касается практики психотерапии: огромное множество психических расстройств существуют уже многие тысячелетия, а теория по ним только-только начинает формироваться. Белые пятна теории практические психологи часто заполняют с помощью гипотез слабо обоснованных теоретически, но работающих на практике.

## Организации

### В России
- Российское Психологическое Общество
- Общероссийская Профессиональная Психотерапевтическая Лига
- Общество семейных консультантов и психотерапевтов
- Общество группового анализа
- Российская ассоциация юнгианской песочной терапии
- Арт-терапевтическая ассоциация
- Ассоциация танцевально-двигательной терапии
- Ассоциация перинатальной психологии и психологии репродуктивной сферы
- Федерация психологов-консультантов онлайн
- Общество психоаналитической психотерапии
- Русское психоаналитическое общество
- Европейская Конфедерация Психоаналитической Психотерапии - Россия
- Ассоциация телесно-ориентированных психотерапевтов
- Международное профессиональное психоаналитическое общество  Архивная копия от 2 августа 2012 на Wayback Machine
- Ассоциация трансперсональной психологии и психотерапии
- Восточно-Европейская Ассоциация Экзистенциальной Терапии
- Балинтовское общество
- Российская Психотерапевтическая Ассоциация
- Международная Ассоциация профессионалов развития личности
- Университет Практической психологии Архивная копия от 17 сентября 2021 на Wayback Machine